# Хлебувка
Хлебувка (пол. Chlebówka, нім. Brodsack) — село в Польщі, у гміні Новий Став Мальборського повіту Поморського воєводства.
Населення — 108 осіб (2011).
У 1975-1998 роках село належало до Ельблонзького воєводства.

## Демографія
Демографічна структура станом на 31 березня 2011 року:
|          | Загалом | Допрацездатний вік | Працездатний вік | Постпрацездатний вік |
| -------- | ------- | ------------------ | ---------------- | -------------------- |
| Чоловіки | 53      | 9                  | 40               | 4                    |
| Жінки    | 55      | 6                  | 36               | 13                   |
| Разом    | 108     | 15                 | 76               | 17                   |